# Pavlov (okres Kladno)
Pavlov (Duits: Paulow, 1939–1945: Paulhof) is een Tsjechische gemeente in de regio Midden-Bohemen en maakt deel uit van het district Kladno. Het dorp ligt op 3 km afstand van Unhošť en op 5 km afstand van de stad Kladno.
Pavlov telt 209 inwoners (2023).

## Geschiedenis
Pavlov is een van de jongste dorpen in Bohemen. De eerste schriftelijke vermelding dateert van 1519, toen het als landgoed van de lokale heer Antonín Vítek van Salzberg werd genoemd. In 1560 liet hij een boerderij bouwen die na de wederopbouw in 1726 de naam Nový dvůr (Nieuwhof) kreeg.
In 1799 werd het dorp aangekocht door de rijke Praagse heer Leopold Paul. In datzelfde jaar maakte hij van Pavlov officieel een dorp. Ook werd in 1799 een kasteel met één verdieping gebouwd, dat in 1870 door Josef Daneš werd uitgebreid met een kleine brouwerij. Het kasteel was officieel in die hoedanigheid in gebruik tot en met 1943; de laatste eigenaar was Josef Vinař.
In 1869 had het dorp 291 inwoners en 39 huizen en gebouwen. Tot 1899 hoorde Pavlov bij Unhošť. In de volksmond werd het dorp echter nog lange tijd Nové Dvory genoemd.
Sinds 1960 is Pavlov een zelfstandige gemeente binnen het district Kladno.

## Verkeer en vervoer

### Autowegen
Er leiden regionale wegen naar het dorp. Snelweg D6 loopt over het grondgebied van de gemeente.

### Spoorlijnen
Station Pavlov ligt aan spoorlijn 120 Praag - Kladno - Rakovník. Op werkdagen rijden er 8 intercity's, 11 sneltreinen en 21 stoptreinen over de lijn, onder meer S5 (Praag - Kladno) en R5 (Praag - Kladno - Rakovník) van het Praagse vervoerssysteem Esko. In Pavlov stoppen alleen stoptreinen.

### Buslijnen
In het dorp is één bushalte: Pavlov, Žel. zast.. De halte ligt vlak bij het station van Pavlov en wordt bediend door lijn 319 Unhošť - Letiště/Linkový van vervoerder ČSAD MHD Kladno (in opdracht van Arriva Střední Čechy).

## Bezienswaardigheden
- Kasteel van Pavlov

## Galerĳ

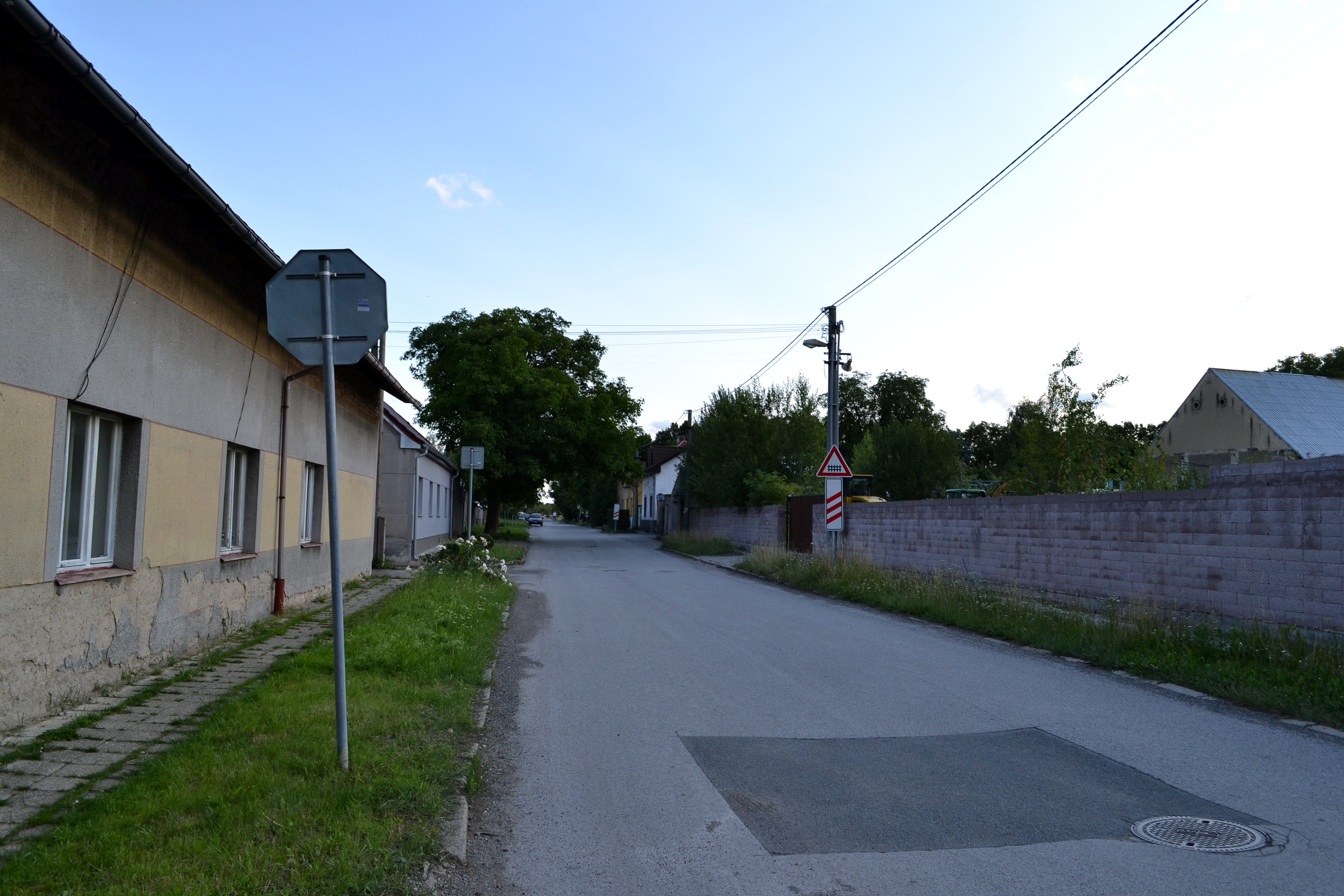
Straat in Pavlov (1)
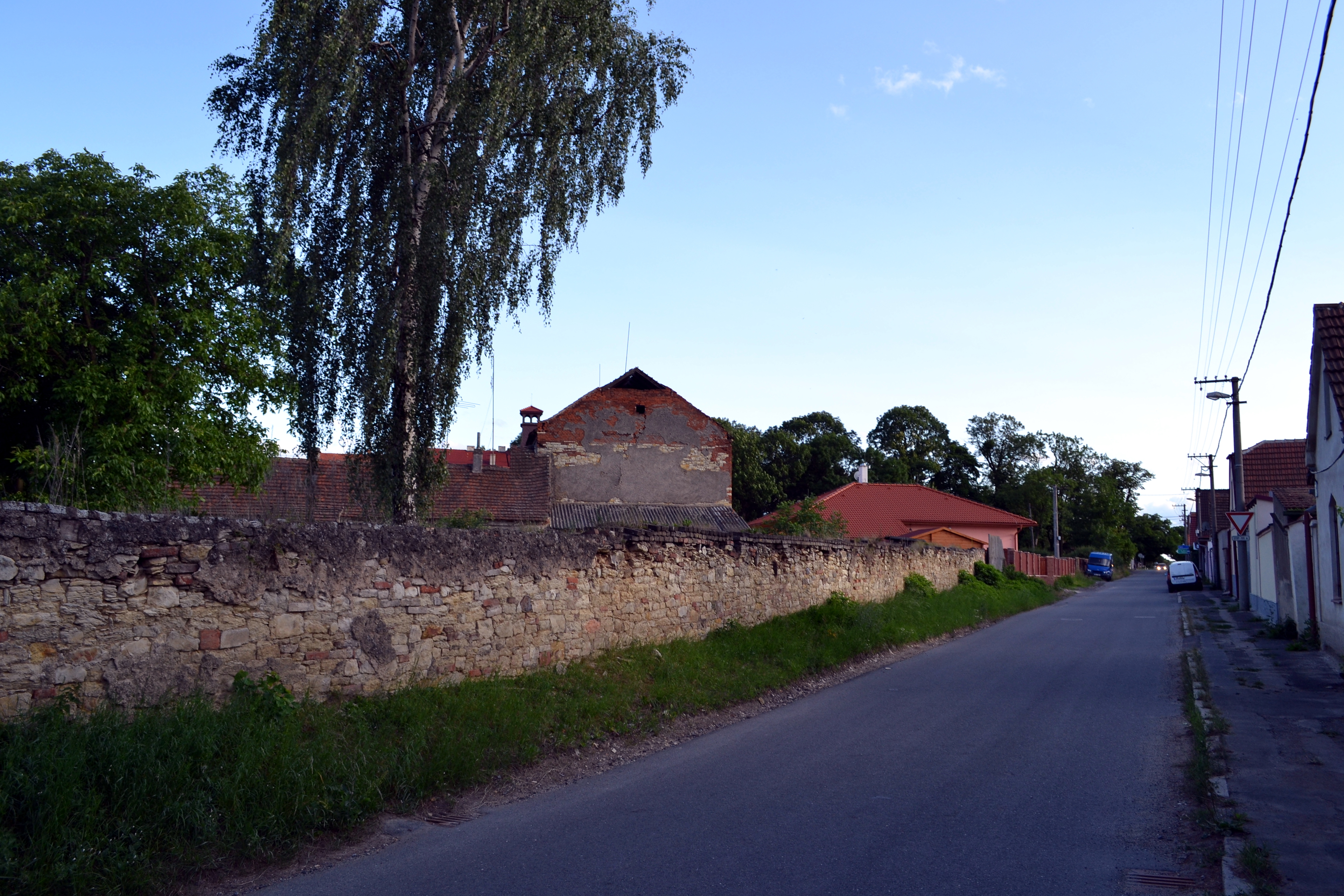
Straat in Pavlov (2)
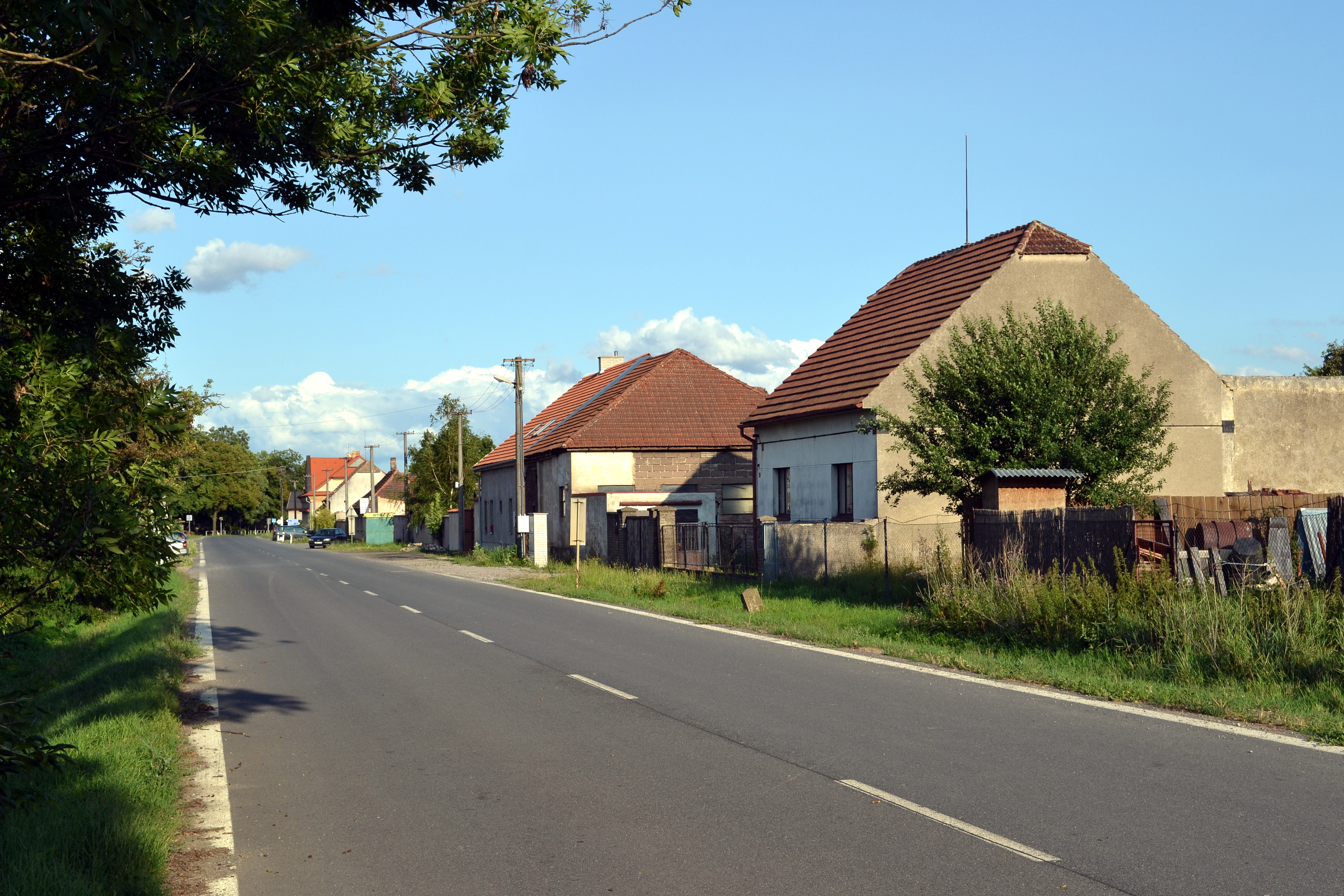
Karlovarskástraat (1)
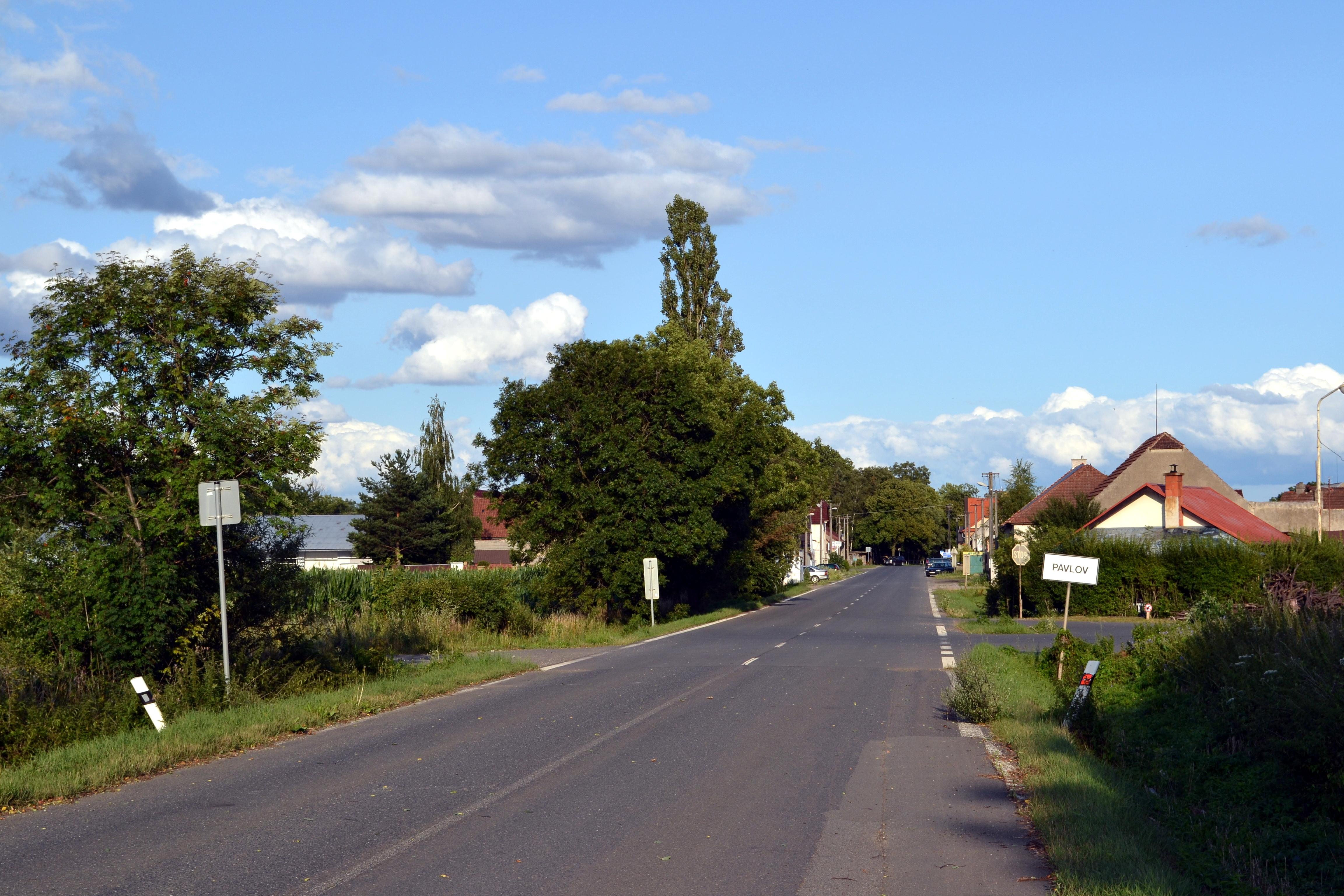
Karlovarskástraat (2)
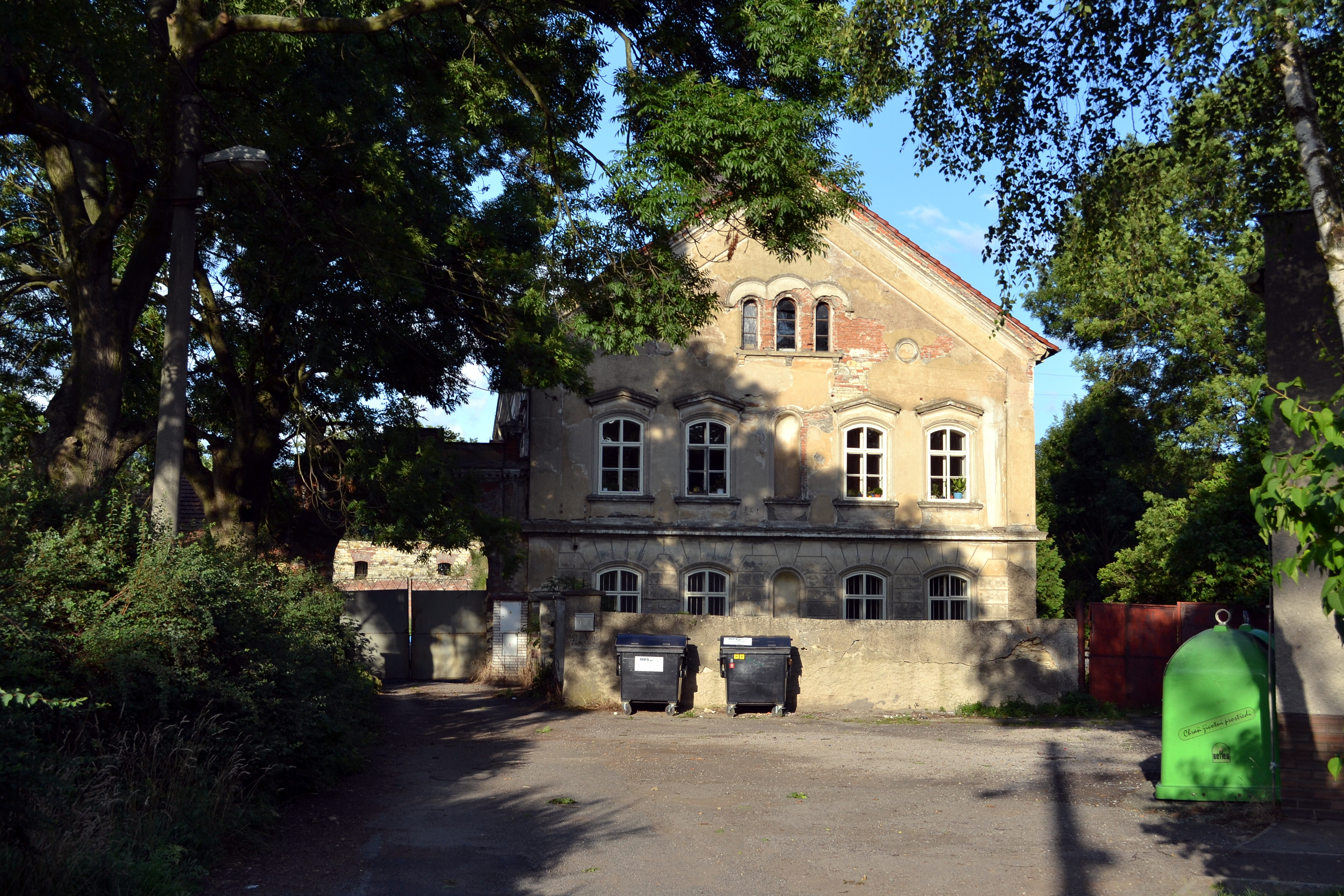
Boerderij Nový dvůr
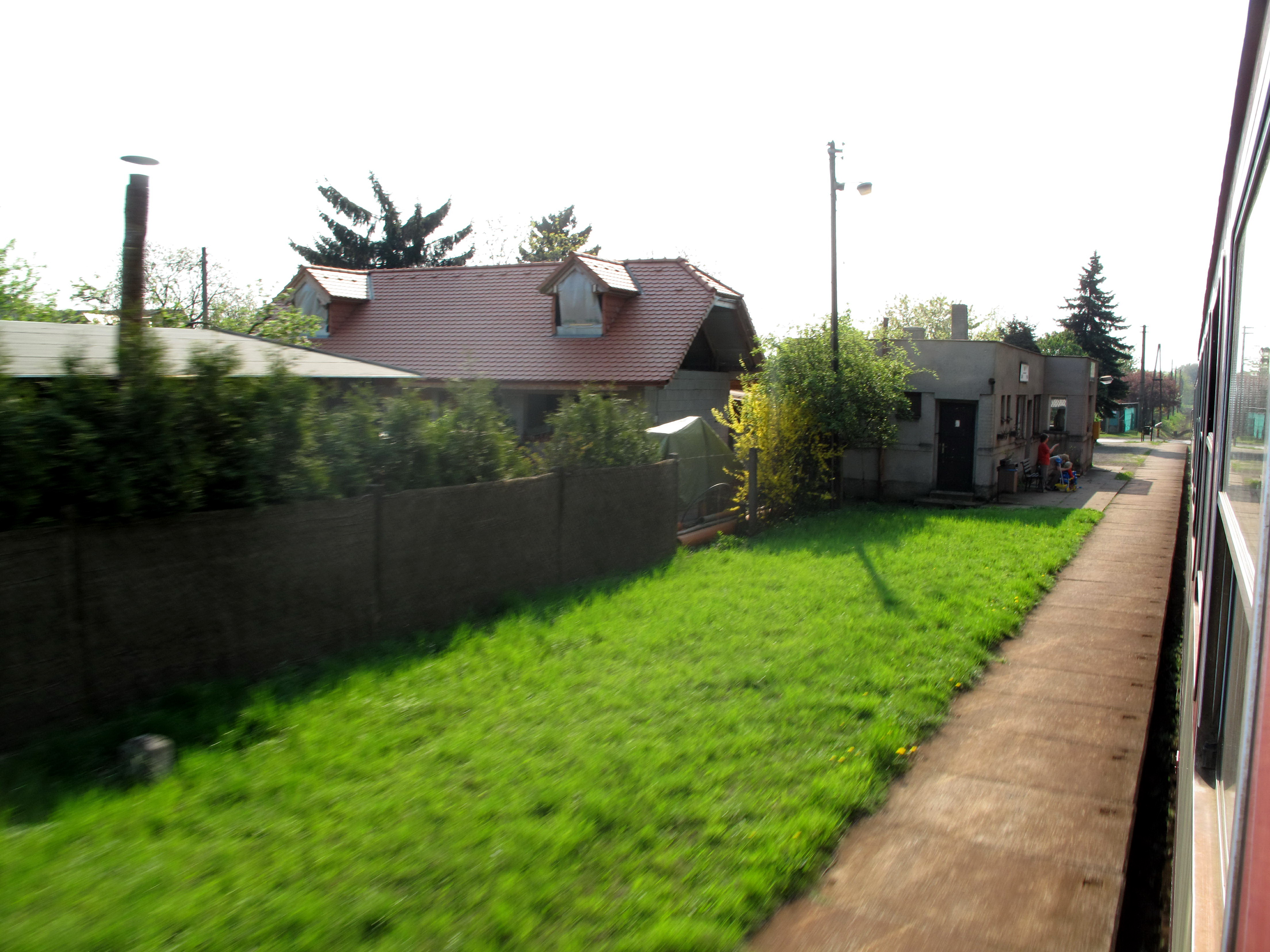
Station Pavlov